# Сонко, Усман
Усман Сонко (фр. Ousmane Sonko; род. 15 июля 1974, Тиес) — сенегальский политик и бывший налоговый инспектор. Сонко был кандидатом от PASTEF на президентских выборах в Сенегале 2019 года, заняв в итоге третье место. Крупный деятель сенегальской оппозиции президенту Маки Салю. Премьер-министр Сенегала с 3 апреля 2024 года.
Арест Сонко и последующее расследование по обвинениям в сексуальном насилии, длившееся с 2019 года, спровоцировали массовые протесты и беспорядки по всему Сенегалу. В июне 2023 года Сонко был приговорён к двум годам тюремного заключения, а в июле 2023 года его партия PASTEF была распущена правительством Сенегала. В марте 2024 года Сонко был освобождён из тюрьмы, а Бассиру Диомай Фай, его преемник на роль кандидата в президенты Сенегала, выиграл президентские выборы.

## Ранний период жизни
Сонко родился в Тиесе и провёл детство в Себихотане и Казамансе. Его отец родом из Казаманса, а мать — из Хомболе.

## Образование и начало карьеры
В 1993 году Сонко получил степень бакалавра, а в 1999 году окончил Университет Гастона Бергера в Сен-Луи со степенью магистра юридических наук. Впоследствии он посещал Национальную школу управления и судебной власти.
Перед тем как заняться политикой Сонко 15 лет проработал налоговым инспектором в Пикине. В 2016 году он выступил в качестве информатора, разоблачив использование офшорных налоговых убежищ, в том числе заводов по переработке минеральных песков стоимостью 50 миллионов долларов, которые канадская компания использовала, чтобы избежать уплаты налогов в размере 8,9 миллионов долларов. Сонко был уволен с должности налогового инспектора из-за его сообщения о нарушениях. В 2018 году он опубликовал научно-популярную книгу «Pétrole et gaz au Sénégal», в которой он описывает свою находку.

## Политическая карьера
В 2014 году Сонко основал организацию «Африканские патриоты Сенегала за труд, этику и братство» (фр. Patriotes africains du Sénégal pour le travail, l'éthique et la fraternité, PASTEF). С 2017 по 2022 год Сонко был депутатом Национального собрания.
В 2018 году Сонко опубликовал книгу «Решения», в которой изложил свой политический манифест. Он был кандидатом на президентских выборах 2019 года. На них Сонко призывал заменить франк КФА национальной валютой. На выборах Маки Саль был переизбран, а Сонко занял третье место с 16% голосов. В преддверии выборов Сонко сообщил, что подвергся анонимным клеветническим заявлениям, направленным на дискредитацию его личности. 
В сентябре 2021 года Сонко создал коалицию «Освободите народ» (волоф Yewwi askan wi) с целью получения мест в муниципальных и ведомственных советах, контролируемых партиями в составе президентской коалиции Маки «Объединённые в надежде». Во время местных выборов 2022 года Сонко был избран мэром Зигиншора. Его коалиции также удалось получить контроль над местными советами от «Объединённых в надежде», особенно в Дакаре, в дополнение к 56 из 165 парламентских мест в Национальном собрании.

### Арест в 2021 году
В феврале 2021 года сотрудница массажного салона подала жалобу на Сонко за «неоднократные изнасилования и угрозы смертью». 3 марта 2021 года Сонко был арестован возле Университета Шейха Анты Диопа и обвинён в нарушении общественного порядка. Сонко назвал обвинения ложными и политически мотивированными. В ответ на арест Сонко по всему Сенегалу начались протесты. Столкновения полиции и студентов на протестах в Дакаре, Биньоне и Диаобе привели к гибели 14 человек. Протесты против задержания Сонко также прошли и на международном уровне, в том числе возле штаб-квартиры Организации Объединенных Наций в Нью-Йорке, США, с призывом освободить Сонко из тюрьмы. 
Алиун Бадара Сиссе призвал правительство Сенегала прекратить запугивать протестующих, а также призвал демонстрантов положить конец насилию и грабежам, предупредив, что Сенегал находится «на грани апокалипсиса». Экономическое сообщество стран Западной Африки аналогичным образом призвало к сдержанности и спокойствию, а также призвало правительство Сенегала гарантировать право граждан на протест. 
В феврале 2021 года депутаты большинством голосов проголосовали за лишение Сонко парламентской неприкосновенности в ходе голосования, которое оппозиционные политики назвали «ошибочным и незаконным». Сонко был освобождён под следствие. В мае 2021 года судья отказал ему в разрешении на выезд из страны из-за обвинения в изнасиловании.

### Уголовные судимости
8 мая 2023 года после апелляции Сонко был приговорён к шести месяцам условного тюремного заключения за клевету и оскорбления в адрес Маме Мбайе Ньянга. 
1 июня 2023 года, после двух лет расследования, с Сонко были сняты обвинения в изнасиловании, но он был приговорён к двум годам тюремного заключения за «развращение молодежи». Сонко не присутствовал на суде, назвав расследование политически мотивированным и свидетельством злоупотребления служебным положением. Его осуждение лишило Сонко права баллотироваться в качестве кандидата на президентских выборах 2024 года, что вызвало протесты по всему Сенегалу. Некоторые сторонники Сонко заявили, что из-за того, что «развращение молодежи» считается проступком, а не преступлением в соответствии с законодательством Сенегала, Сонко все ещё мог баллотироваться. В июле 2023 года он был назначен кандидатом в президенты от PASTEF на президентских выборах 2024 года.

### Арест в 2023 году
28 июля 2023 года Сонко арестовали по обвинению в «нарушении общественного порядка». 31 июля 2023 года PASTEF была распущена правительством Сенегала, что вызвало протесты по всему Сенегалу. 6 августа 2023 года Сонко был госпитализирован после недельной голодовки в знак протеста против его ареста. В том же месяце сенегальское правительство заблокировало TikTok на территории государства, заявив, что запрет будет длиться до тех пор, пока платформа не предоставит способ цензурировать публикации людей, которые «угрожают стабильности государства», протестуя против ареста Сонко. В октябре 2023 года суд Зигиншора отменил исключение Усмана Сонко из избирательных списков. Решение было оспорено государственными юристами, после чего они подали апелляцию в Верховный суд. 14 декабря 2023 года был вынесен вердикт нового судебного процесса о правомочности Сонко, и Сонко был признан правомочным и восстановлен в списках избирателей. 15 марта 2024 года Сонко был освобождён из тюрьмы.

### Премьер-министр (2024 — настоящее время)
После победы своего протеже Бассиру Диомая Фая на президентских выборах в Сенегале в 2024 году Сонко был назначен премьер-министром Сенегала. Назначение произошло вскоре после инаугурации Фая на посту президента 2 апреля 2024 года. Сонко официально представил своё правительство 5 апреля. Новое правительство он назвал «отколовшимся» и символизирующим «системные преобразования, за которые проголосовал сенегальский народ».

## Политические позиции и критика
Критики Сонко обвинили его в связях с «Братьями-мусульманами». Они также заявили, что Сонко желает внедрить салафитский ислам в Сенегале, ссылаясь на то, что он был членом Ассоциации студентов-мусульман Сенегала во время учёбы в университете. Международные СМИ, такие как France 24 или RFI, рассматривают эти ярлыки как тактику демонизации со стороны правительства и правящей партии с целью получить предлог для его заключения в тюрьму, точно так же, как это произошло с Каримом Вадом в 2013—2016 годах и Халифой Салем, которого заключили в тюрьму прямо перед президентскими выборами в 2019 году.